# Yang Jiechi
Yang Jiechi, född 1 maj 1950 i Shanghai, är en kinesisk politiker i Kinas kommunistiska parti. Yang var från april 2007 till mars 2013 Folkrepubliken Kinas utrikesminister. Han blev statsråd i mars 2013 under premiärminister Li Keqiang.
Yang utbildades på Bath University och London School of Economics mellan 1973 och 1975. Åren 2001 till 2004 var han Kinas ambassadör i USA.